# Jacek Kurski
Jacek Olgierd Kurski (ur. 22 lutego 1966 w Gdańsku) – polski polityk i dziennikarz.
W latach 2005–2009 poseł na Sejm V i VI kadencji, w latach 2009–2014 poseł do Parlamentu Europejskiego VII kadencji, w latach 2015–2016 podsekretarz stanu w Ministerstwie Kultury i Dziedzictwa Narodowego. W latach 2016–2020 i 2020–2022 prezes zarządu Telewizji Polskiej. W latach 2022–2023 reprezentant Polski i zastępca dyrektora wykonawczego polsko-szwajcarskiej konstytuanty w Banku Światowym.

## Życiorys

### Wykształcenie i praca zawodowa
Jest absolwentem III Liceum Ogólnokształcącego im. Bohaterów Westerplatte w Gdańsku. W 1997 ukończył studia na Wydziale Ekonomicznym Uniwersytetu Gdańskiego w zakresie handlu zagranicznego. Na przełomie lat 80. i 90. publikował artykuły w prasie niezależnej i prawicowej, m.in. w „Tygodniku Solidarność” i „Tygodniku Gdańskim”. Był współpracownikiem agencji DPA oraz gdańskim korespondentem BBC. Od 1991 do 1994 pracował w Telewizji Polskiej. Współtworzył programy publicystyczne Lewiatan, Sprawę dla reportera, Rozmowy kanciastego stołu i Refleks. Od 1994 do 1998 prowadził agencję reklamową.
W styczniu 1993 opublikował napisaną wspólnie z Piotrem Semką książkę Lewy czerwcowy, będącą zapisem wywiadów z politykami związanymi z rządem Jana Olszewskiego na temat kulis odwołania gabinetu w czerwcu 1992. Rok później zrealizował film Nocna zmiana poświęcony tej samej tematyce. W 2005 wyreżyserował film dokumentalny III RP – kto miał rację?. Współpracował przy programach publicystycznych Refleks, Lewiatan, Rozmowy kanciastego stołu i Sprawa dla reportera.

### Działalność polityczna

#### Do 2024
Współpracował z opozycją antykomunistyczną, zajmował się m.in. kolportażem podziemnych wydawnictw. W połowie lat 80. wstąpił do NSZZ „Solidarność”. Od 1986 do 1989 był redaktorem pisma „Solidarność Regionu Gdańskiego”. Po 1989 związany był z wieloma partiami prawicowymi. Na początku lat 90. współpracował z Porozumieniem Centrum, na czele którego stał Jarosław Kaczyński. W 1993 przed wyborami parlamentarnymi był szefem kampanii wyborczej tego ugrupowania. W wyborach tych bez powodzenia kandydował do Sejmu z gdańskiej listy PC (otrzymał 5973 głosy).
Od połowy lat 90. współpracował z Janem Olszewskim, przystępując do tworzonego przez byłego premiera Ruchu Odbudowy Polski. Brał udział w kampanii prezydenckiej w wyborach w 1995, następnie pełnił funkcję prezesa oddziału partii w Gdańsku oraz rzecznika prasowego ROP. Opowiadał się za współpracą z Akcją Wyborczą Solidarność, jednocześnie krytykował jej zbliżenie do Unii Wolności. W wyborach parlamentarnych w 1997 bezskutecznie ubiegał się o mandat posła jako lider listy ROP w województwie gdańskim (otrzymał 17 205 głosów). Po wyborczej porażce został usunięty z partii przez władze ROP.
5 kwietnia 1998 razem ze swoją frakcją (Stowarzyszenie ROP – Razem dla Prawicy) przystąpił do Zjednoczenia Chrześcijańsko-Narodowego, wchodzącego w skład AWS. W ZChN objął funkcje wiceprezesa i prezesa zarządu regionu pomorskiego. W wyborach w tym samym roku uzyskał mandat radnego sejmiku pomorskiego. W latach 1998–2001 był wicemarszałkiem województwa pomorskiego. W wyborach do Sejmu w 2001 kandydował z listy Akcji Wyborczej Solidarność Prawicy w okręgu toruńskim (otrzymał 3072 głosy). W tym samym okręgu z ostatniego miejsca na liście AWSP miał startować były minister rolnictwa Jacek Janiszewski. Tuż przed oddaniem listy do komisji wyborczej Jacek Kurski samowolnie miał dopisać przed Jackiem Janiszewskim inną osobę o takim samym nazwisku (Michał Janiszewski), za co został wykluczony ze Zjednoczenia Chrześcijańsko-Narodowego.
Po przegranych przez AWSP wyborach wstąpił do Prawa i Sprawiedliwości. Nie otrzymał jednak miejsca na liście kandydatów w wyborach samorządowych w 2002. Odszedł z PiS do Ligi Polskich Rodzin. Jako kandydat LPR został ponownie wybrany do sejmiku, obejmując funkcję jego wiceprzewodniczącego. Był również kandydatem LPR na stanowisko prezydenta Gdańska, uzyskał 8,53% głosów i nie przeszedł do drugiej tury wyborów.
Był głównym autorem kampanii wyborczej Ligi Polskich Rodzin do Parlamentu Europejskiego. W 2004 popadł w konflikt z liderem LPR na Pomorzu Robertem Strąkiem i został wykluczony z tej partii, po czym ponownie przystąpił do PiS. Z listy tej partii w wyborach parlamentarnych w 2005 został wybrany w okręgu gdańskim posłem na Sejm V kadencji (otrzymał 26 446 głosów).
Krytyk środowisk postrzeganych przez niego jako postkomunistyczne czy liberalne (dawniej Kongresu Liberalno-Demokratycznego i Unii Wolności, a następnie Platformy Obywatelskiej). W wypowiedziach publicznych wielokrotnie sprzeciwiał się zawieraniu przez PiS jakiejkolwiek koalicji z PO. Krytykował również środowisko „Gazety Wyborczej” (w której zatrudniony został jego starszy brat Jarosław).

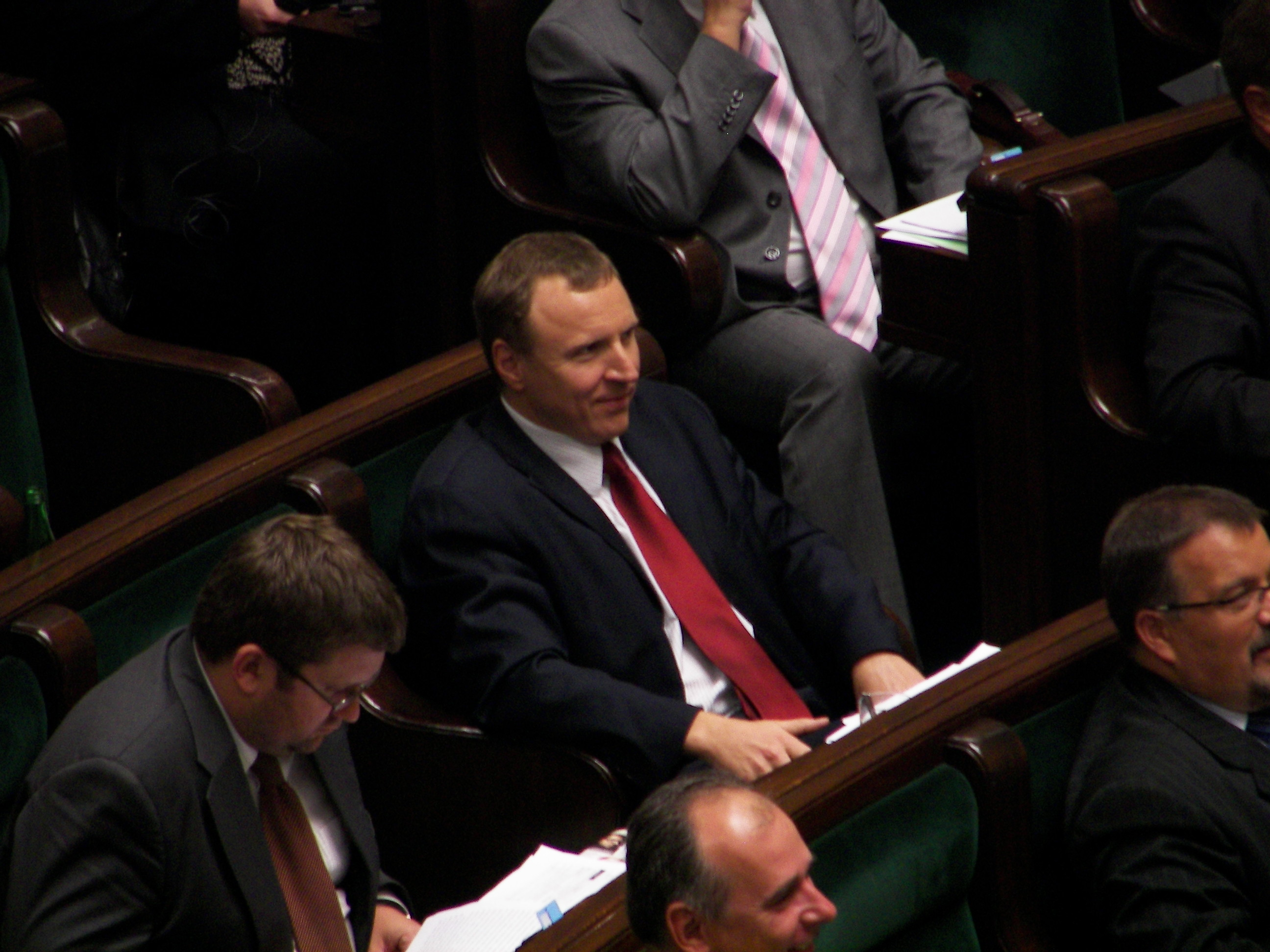
Jacek Kurski w Sejmie podczas debaty nad samorozwiązaniem Sejmu, 7 września 2007 roku.

Brał udział w kampanii wyborczej Lecha Kaczyńskiego w trakcie wyborów prezydenckich w tym samym roku. Organizował m.in. konwencję PiS, zmienił też logo ugrupowania. Przed II turą wyborów udzielił autoryzowanego wywiadu „Angora”, w którym stwierdził, że poważne źródła na Pomorzu mówią, że dziadek Donalda Tuska (Józef Tusk) zgłosił się na ochotnika do Wehrmachtu. Konsekwencją tych słów było pozbawienie go funkcji szefa kampanii medialnej w sztabie wyborczym Lecha Kaczyńskiego (11 października 2005). 13 października decyzją sądu partyjnego PiS został wykluczony z partii. Kilka dni później okazało się, że dziadek Donalda Tuska faktycznie latem 1944 został powołany do Wehrmachtu, lecz zgodnie z dokumentami wcielono go do armii przymusowo (podczas II wojny światowej wielu Kaszubów i Ślązaków zmuszano siłą do służby w niemieckiej armii), zaś pod koniec 1944 był w szeregach Polskich Sił Zbrojnych w Wielkiej Brytanii. 14 listopada sąd dyscyplinarny PiS rozpatrzył pozytywnie odwołanie Kurskiego i przywrócił mu członkostwo w partii, ograniczając karę do nagany.
W wyborach parlamentarnych w 2007 Jacek Kurski po raz drugi uzyskał mandat poselski, otrzymując 23 585 głosów. W 2009 z listy Prawa i Sprawiedliwości w okręgu wyborczym Olsztyn został eurodeputowanym VII kadencji (otrzymał 62 929 głosów). W rankingu polskich europosłów za pierwszy rok, sporządzonym przez polskich dziennikarzy i ekspertów zajmujących się polityką europejską, uzyskał przedostatnią lokatę; należał też do posłów z najniższą frekwencją na posiedzeniach i głosowaniach z całego Europarlamentu.
Od stycznia 2008 do lipca 2010 zasiadał w komitecie politycznym PiS. W styczniu 2011 ponownie wszedł w jego skład. 4 listopada 2011 komitet polityczny PiS zdecydował o jego wykluczeniu z partii. Zaangażował się w budowę powstałej w 2012 partii Solidarna Polska, której został wiceprezesem. 14 grudnia 2013 ponownie wybrany na wiceprezesa tej partii. W wyborach europejskich w 2014 bezskutecznie ubiegał się o reelekcję. 4 czerwca tego samego roku ogłosił decyzję o czasowym wycofaniu się z polityki i rezygnacji z wszystkich funkcji w Solidarnej Polsce. W lipcu 2014 wziął udział w konwencji organizowanej przez PiS, w tym samym miesiącu został wykluczony z Solidarnej Polski.
20 listopada 2015 powołany na podsekretarza stanu w MKiDN. 7 stycznia 2016 odwołany z tego stanowiska w związku z objęciem dzień później funkcji prezesa zarządu Telewizji Polskiej. 2 sierpnia tego samego roku został odwołany z tej funkcji przez Radę Mediów Narodowych, w której większość (3 na 5 osób) stanowili posłowie PiS. Po kilku godzinach RMN wycofała się z tej decyzji – jej przewodniczący Krzysztof Czabański stwierdził, że uchwała wejdzie w życie dopiero po wyborze nowego prezesa telewizji. 12 października 2016 Rada Mediów Narodowych głosami posłów PiS i przedstawiciela KP Kukiz’15 wybrała go na prezesa zarządu TVP. 6 marca 2020 przewodniczący Rady Mediów Narodowych Krzysztof Czabański poinformował o głosowaniu korespondencyjnym członków rady dotyczącym odwołania Jacka Kurskiego z funkcji prezesa Telewizji Polskiej. 9 marca weszła w życie uchwała RMN o odwołaniu Jacka Kurskiego ze stanowiska prezesa TVP. Tego samego dnia został on doradcą zarządu tej instytucji. 22 maja 2020 Rada Mediów Narodowych powołała go na członka zarządu Telewizji Polskiej. Następnie 24 lipca 2020 po złożeniu rezygnacji przez Macieja Łopińskiego z funkcji, Telewizja Polska poinformowała, że Jacek Kurski został pełniącym obowiązki prezesa TVP. Miało to związek z rozpoczęciem urlopu przez Łopińskiego, którego kadencja na stanowisku p.o. prezesa TVP kończyła się 7 sierpnia. Decyzja ta została krytycznie przyjęta przez wielu medioznawców oraz Radę Mediów Narodowych, która mianuje prezesa TVP. Zdaniem ekspertów komunikat TVP, który nie był aktem prawnym, był próbą wywierania presji na Radę Mediów Narodowych, aby w przewidzianym na sierpień głosowaniu poparła go na stanowisko prezesa i nie zgłaszała innego kandydata. Dnia 27 lipca Krzysztof Czabański, przewodniczący RMN zwrócił się w imieniu organu o pilne wyjaśnienie tej sprawy przez TVP. 4 sierpnia 2020 RMN wydała komunikat, w którym stwierdzono, że Jacek Kurski jest członkiem zarządu TVP będącym pełnomocnikiem p.o. prezesa telewizji publicznej. 7 sierpnia 2020 Rada Mediów Narodowych ponownie wybrała go na stanowisko prezesa zarządu TVP. Kadencja na tym stanowisku miała potrwać do połowy 2021 wraz z zatwierdzeniem przez walne zgromadzenie sprawozdania finansowego za rok 2020. W czerwcu 2021 Rada Mediów Narodowych powołała go na kolejną czteroletnią kadencję. 5 września 2022 RMN ponownie odwołała go z funkcji prezesa TVP.

### Prezesura w Telewizji Polskiej

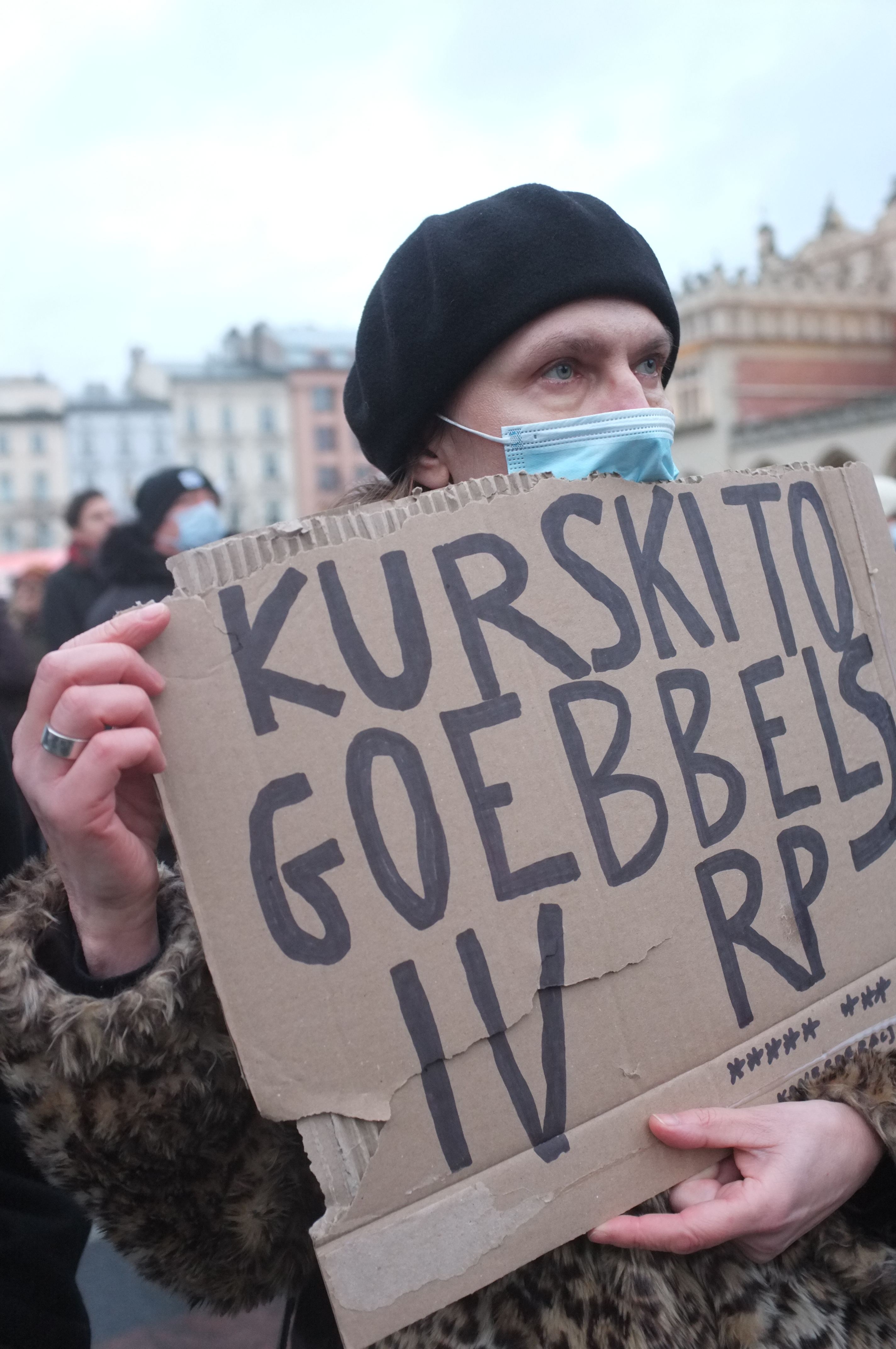
Uczestniczka protestu przeciwko działaniom Jacka Kurskiego jako prezesa TVP, Kraków, 19 grudnia 2021

Pełniąc funkcję prezesa Telewizji Polskiej, zainicjował szereg przedsięwzięć, m.in. produkcję telenoweli historycznej Korona królów oraz serialu Młody Piłsudski, poza tym przeprowadził roszady w kadrze telewizji publicznej. Początkowo oglądalność kanałów TVP 1, TVP 2 oraz TVP Info spadała, co eksperci (m.in. tacy jak Bogusław Chrabota oraz Jan Dworak) przypisywali organizowaniu za prezesury Kurskiego agresywnych kampanii wymierzonych w polityków i działaczy społecznych opozycyjnych wobec rządów Prawa i Sprawiedliwości. Ponadto w latach urzędowania Kurskiego nastąpił widoczny w badaniach CBOS spadek zaufania do programów informacyjnych i publicystycznych TVP oraz pogorszenie oceny działalności samej TVP – po raz pierwszy w historii badań tego ośrodka odsetek ocen krytycznych przewyższył liczbę opinii pozytywnych.
Jednocześnie straty w oglądalności TVP odrobiła dzięki organizacji widowisk rozrywkowych, takich jak Sylwester Marzeń z Dwójką oraz Eurowizja Junior, a także „ofercie masowej, plebejskiej, zabarwionej treściami patriotycznymi” (Chrabota). Wątpliwości wśród ekspertów, takich jak Krzysztof Luft, budziła predylekcja Kurskiego do faworyzowania muzyki disco polo w wydarzeniach rozrywkowych emitowanych na kanałach telewizji publicznej. Jacek Karnowski bronił jednak w tej kwestii Kurskiego, twierdząc, iż to stacje komercyjne w ostatnich latach „pozwoliły sobie na prezentowanie audycji przekraczających wszelkie normy”.

### Bank Światowy
W grudniu 2022 został przedstawicielem Polski w Radzie Dyrektorów Wykonawczych Banku Światowego, jako zastępca dyrektora wykonawczego szwajcarsko-polskiej konstytuanty w Grupie Banku Światowego w Waszyngtonie. 19 grudnia 2023 został odwołany ze stanowiska przez Radę Ministrów. Decyzja te została zakwestionowana przez Narodowy Bank Polski, który w wydanym komunikacie powołał się na art. 11 ust. 3 ustawy o NBP z 29 sierpnia 1997 r., stwierdzając, że reprezentacja interesów Rzeczypospolitej Polskiej w międzynarodowych instytucjach bankowych, w tym Banku Światowym, jest wyłączną kompetencją Prezesa NBP. Rada Ministrów ma natomiast kompetencje do ewentualnego wskazania reprezentanta RP w międzynarodowych instytucjach mających status instytucji finansowych. W tym samym miesiącu minister finansów Andrzej Domański poinformował, że otrzymał pismo z Banku Światowego, potwierdzające zakończenie współpracy z Jackiem Kurskim i Kacprem Kamińskim.

### Powrót do polityki
7 kwietnia 2024, w dniu pierwszej tury wyborów samorządowych, był widoczny w sztabie wyborczym Prawa i Sprawiedliwości podczas wieczoru wyborczego. Media wówczas zaczęły spekulować na temat jego ewentualnego startu w nadchodzących wyborach do Parlamentu Europejskiego. 26 kwietnia tego samego roku poinformowano, że Kurski znajdzie się na listach wyborczych PiS. Został umieszczony na drugim miejscu w okręgu mazowieckim. Ostatecznie zdobył 32 222 głosy i nie uzyskał mandatu.

### Dziennikarz telewizji wPolsce24
Od stycznia 2025 jest dziennikarzem stacji telewizyjnej wPolsce24. Prowadzi tam od poniedziału do czwartku cykl komentarzy i analiz pod nazwą Barwy kampanii, które są częścią codziennego wieczornego programu publicystycznego tej stacji Polska wybiera.

## Postępowania sądowe
Wyrokiem sądu z września 1997 został zobowiązany do przeproszenia Janusza Lewandowskiego za wypowiedzi wyrażone w audycjach wyborczych.
13 czerwca 2006 w trakcie programu Teraz my! oskarżył Platformę Obywatelską i komitet wyborczy Donalda Tuska o finansowanie kampanii wyborczej przed wyborami prezydenckimi oraz parlamentarnymi w 2005 z pieniędzy nielegalnie wyprowadzonych z PZU (tzw. afera billboardowa). Prokuratura Okręgowa w Warszawie umorzyła śledztwo w grudniu 2006 z powodu niestwierdzenia przestępstwa. W odpowiedzi na zarzuty Platforma Obywatelska oskarżyła Jacka Kurskiego o zniesławienie i domagała się przeprosin w mediach oraz przekazania 100 tys. zł na Caritas. 3 kwietnia 2007 Sąd Okręgowy w Warszawie wydał wyrok nakazujący Jackowi Kurskiemu przeproszenie Donalda Tuska na łamach „Rzeczpospolitej” i „Gazety Wyborczej” oraz w TVN i TVP. Zasądził też 15 tys. zł na rzecz Caritas Polska.
12 czerwca 2007 Sąd Okręgowy w Warszawie uznał, iż Jacek Kurski naruszył dobra osobiste spółki Agora S.A. podczas programu telewizyjnego Warto rozmawiać z 8 maja 2006 poprzez wygłaszanie niepotwierdzonych zarzutów zniesławiających firmę. Sąd nakazał przeproszenie w „Gazecie Wyborczej” i w TVP2 oraz wpłatę 10 tys. zł na cel społeczny. Sąd Apelacyjny w Warszawie utrzymał ten wyrok w mocy. Jacek Kurski, komentując to orzeczenie, twierdził, iż „Gazeta Wyborcza” przy pomocy posłusznych i usłużnych sędziów (…) może każdego zniszczyć i opluć (…). Za tę wypowiedź został pozwany przez wydawcę, a następnie ponownie zobowiązany sądownie do publikacji przeprosin. Pozwany, mimo uprawomocnienia się wyroku i wezwań, uchylał się od wykonania orzeczeń sądu, wobec czego Agora S.A. sama je zrealizowała w ramach tzw. wykonania zastępczego na koszt dłużnika. W lipcu 2016 Europejski Trybunał Praw Człowieka uznał wydane orzeczenie za naruszające wolność wyrażania opinii, zasądzając na rzecz Jacka Kurskiego zadośćuczynienie.
Po śmierci Pawła Adamowicza w styczniu 2019 satyryk Krzysztof Skiba publicznie uznał Jacka Kurskiego moralnie odpowiedzialnym za morderstwo Adamowicza, w wywiadzie dla Polsat News mówiąc, że „media publiczne szczuły na prezydenta Gdańska i oto mamy tego efekty”. Za tę wypowiedź Skiba został pozwany przez Kurskiego. 23 czerwca 2020 warszawski sąd II instancji wydał prawomocne postanowienie w tej sprawie, uznając, że Skiba mógł użyć tych słów.
Niedługo po śmierci Pawła Adamowicza TVP wytoczyła sprawy o zniesławienie prof. Wojciechowi Sadurskiemu, dziennikarzowi „Gazety Wyborczej” Wojciechowi Czuchnowskiemu i dziennikarce „Polityki” Ewie Siedleckiej. Warszawski Sąd Okręgowy w lipcu 2020 roku prawomocnie umorzył sprawę Siedleckiej i Czuchnowskiego.

## Życie prywatne
Jest synem pracownika naukowego Witolda Kurskiego oraz Anny Kurskiej, działaczki NSZZ „Solidarność” i senator, młodszym bratem Jarosława Kurskiego, dziennikarza „Gazety Wyborczej”. Jego ciotecznym dziadkiem był Lewis Bernstein Namier.
W kwietniu 1991 zawarł ślub kościelny z Moniką Mucek. Związek ten zakończył się rozwodem w 2015. Z małżeństwa tego ma trójkę dzieci: Zdzisława Antoniego (ur. 1991), Zuzannę (ur. 1994) i Olgierda (ur. 2007).
31 lipca 2018 wziął cywilny ślub z Joanną Wąsowską primo voto Klimek (ur. 1974). Po stwierdzeniu nieważności pierwszego małżeństwa przez sąd kościelny (a także stwierdzeniu nieważności pierwszego małżeństwa jego drugiej żony), 18 lipca 2020 w Sanktuarium Bożego Miłosierdzia w Krakowie-Łagiewnikach zawarł z Joanną sakramentalny związek małżeński. Wydarzenie to spotkało się z krytyką w mediach za mniej prywatny, a raczej polityczny, wręcz państwowy charakter, wskazywano je jako dowód niepożądanych powiązań pomiędzy władzą państwową, zarządzanymi przez nią mediami i Kościołem katolickim, podnoszono też niemożność uzyskania unieważnienia małżeństwa przez osoby niezwiązane z władzą. Ze związku tego, 25 marca 2021, urodziła się córka, Anna Klara Teodora.

## Odznaczenia
- 2001: Odznaka „Zasłużony Działacz Kultury”
- 2017: Krzyż Wolności i Solidarności[95][96]